# 松科沃區
57°46′50″N 37°09′30″E / 57.78056°N 37.15833°E
松科沃區（俄语：Сонковский район），是俄羅斯的一個區，位於該國西部，由特維爾州負責管轄，面積970平方公里，2010年該區人口8,553，人口密度每平方公里8.82人。